# Frans van Essen (voetballer)

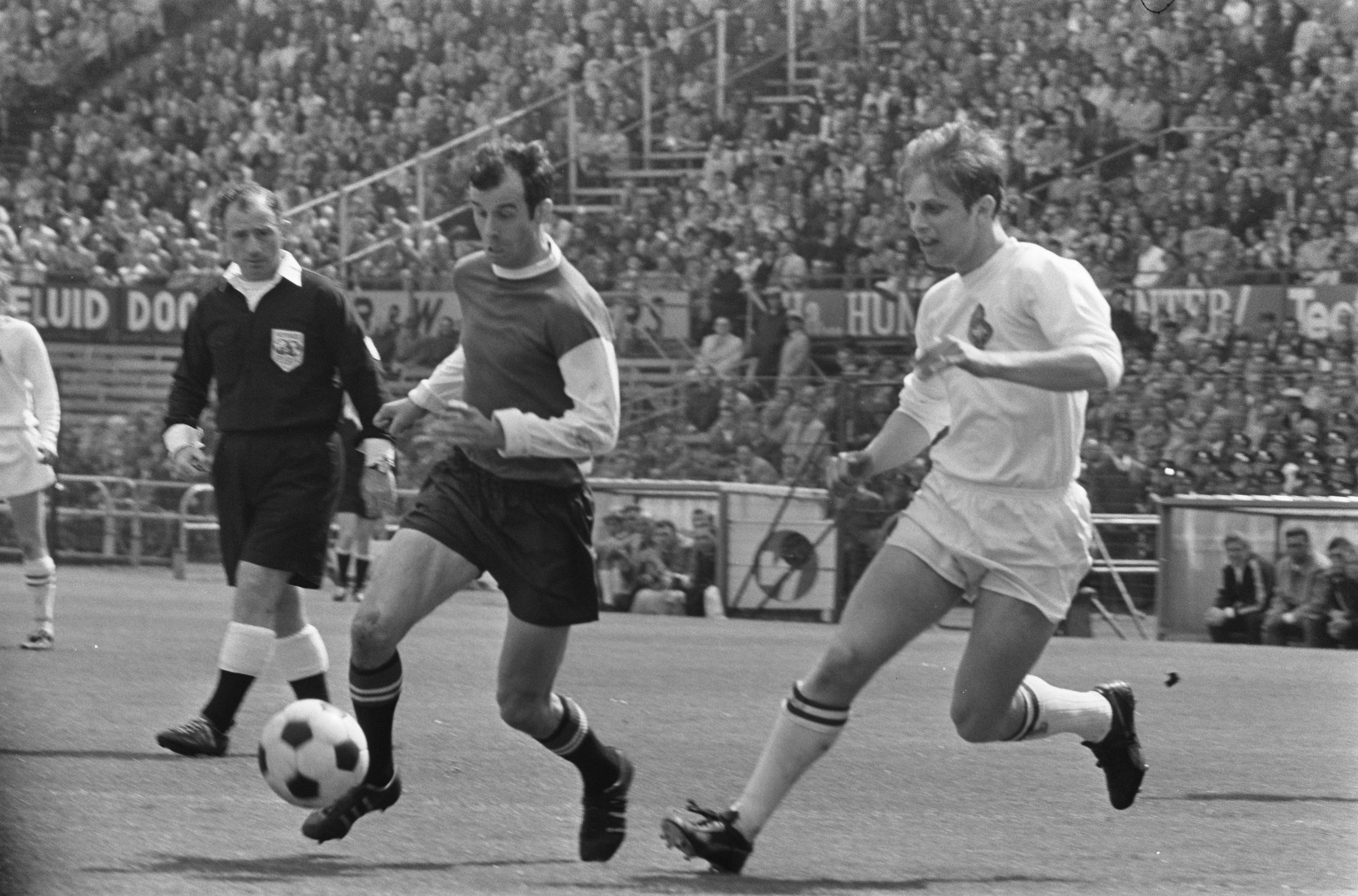
Frans van Essen (rechts) en Coen Moulijn in 1969

Frans van Essen (Velsen, 19 februari 1948) is een voormalig profvoetballer. Hij speelde zijn hele carrière voor SC Telstar.
Van Essen maakte in het seizoen 1966-1967 zijn debuut voor Telstar. Van Essen speelde voornamelijk in de verdediging. 
Hij maakte de gloriejaren van de club mee en speelde van 1966 tot en met 1978 onafgebroken in de eredivisie. Alleen generatiegenoot Fred Bischot speelde meer wedstrijden voor de club uit Velsen, (372), Van Essen reikte tot 360 optredens voor Telstar. Na de degradatie in 1978 speelde hij nog één jaar in de eerste divisie, waarna hij zijn carrière beëindigde.
Tegenwoordig doet Van Essen nog veel vrijwilligerswerk voor Telstar.